# Râul Păiuș
Râul Păiuș este un curs de apă, afluent al râului Capra. 

## Hărți
- Harta Munților Parâng [nefuncțională – arhivă]